# MASwings
MASwings Sdn. Berhad ou MASwings, est une filiale de la compagnie nationale de Malaisie Malaysia Airlines spécialisée dans la desserte de Bornéo. Lancée en octobre 2007, elle a repris le service aérien rural (RAS) dans les provinces de Sabah et Sarawak précédemment assuré par FlyAsianXpress. Elle est basée à l'aéroport Jalan de Miri.

## Histoire

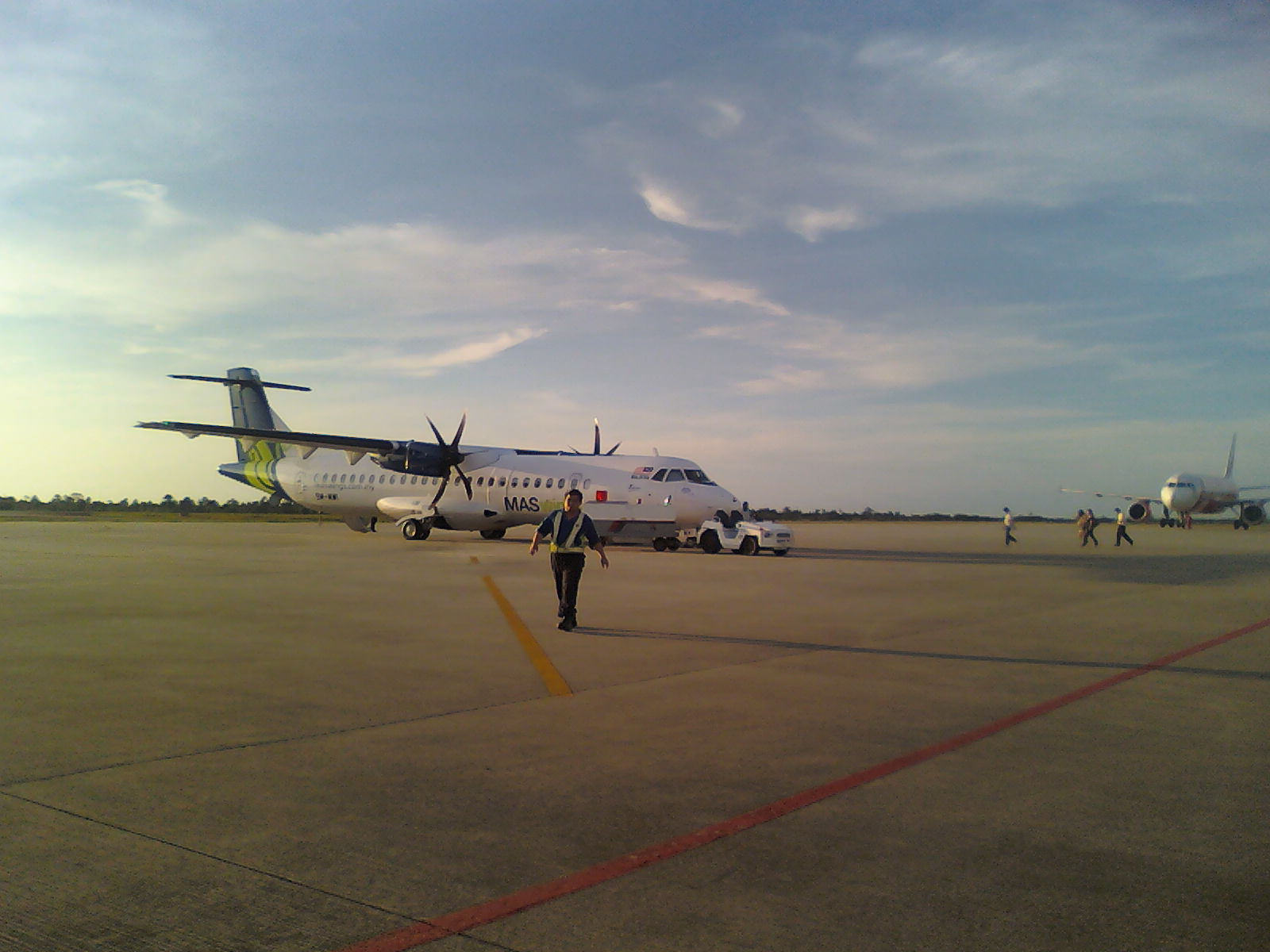
ATR 72-500 de MASwings à l'aéroport de Bintulu.

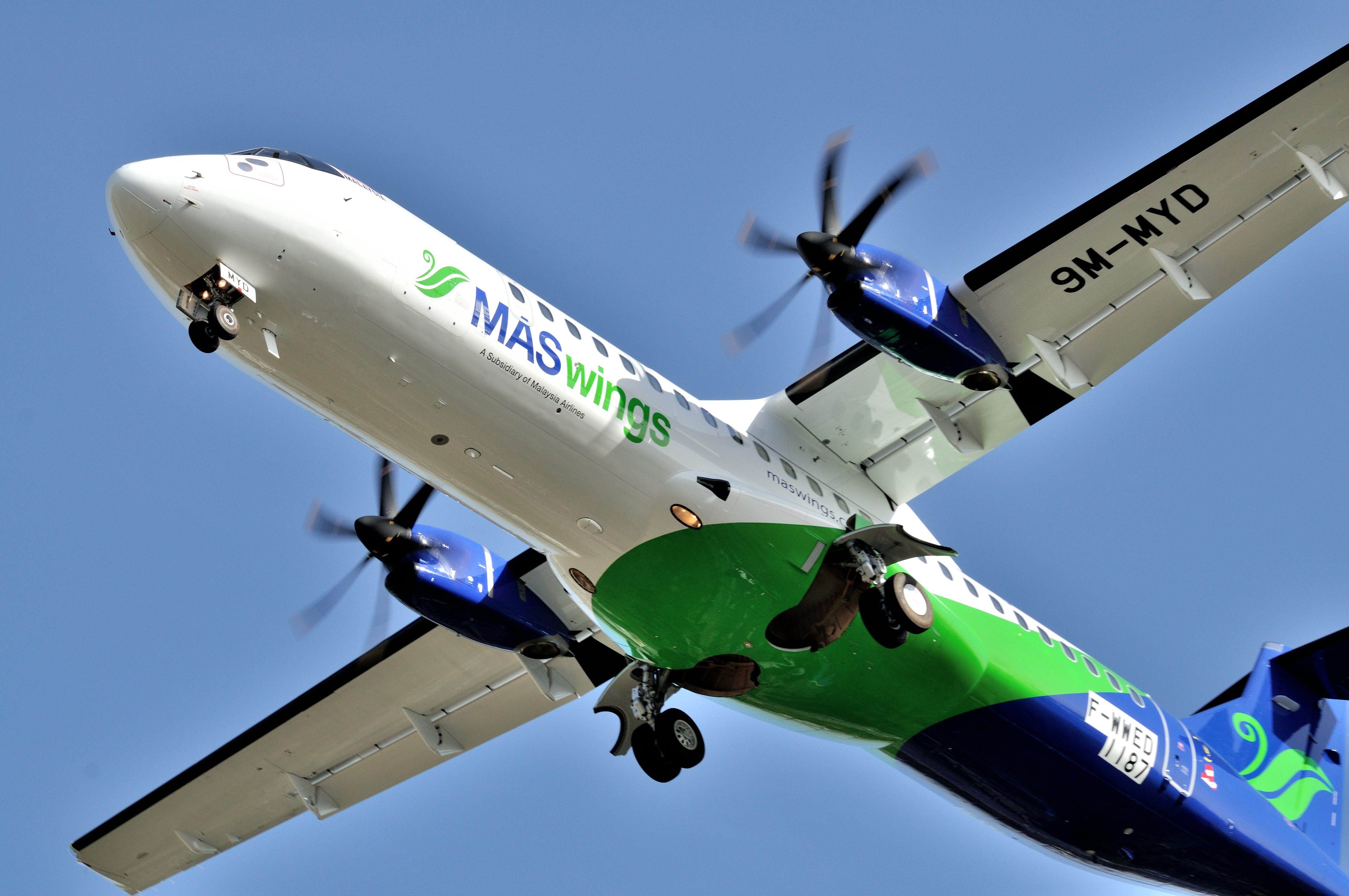
Un ATR 72-600 de MASwings à Toulouse-Blagnac, peu avant sa livraison.

À ses débuts, MASwings possède une flotte de quatre Fokker 50 et quatre de Havilland Canada DHC-6 Twin Otter, sa flotte passant à treize avions début décembre. L'objectif est de desservir 21 destinations dans les deux États de l’est de la Malaisie, avec 451 vols par semaine. Dès novembre 2007, elle commande dix ATR 72-500 dont trois en option, qui rejoignent sa flotte progressivement à partir de 2008 ; fin 2010, le dernier F50 est retiré, et la décision de remplacer les DHC-6 par des versions 400 plus modernes est prise en 2012. 
Après plusieurs tentatives avortées, MASwings lance en février 2012 ses premiers vols internationaux vers Bandar Seri Begawan à Brunei et Pontianak en Indonésie.
En décembre 2012, Malaysia Airlines commande 26 72-600 dont seize destinés à MASwings, le premier étant livré le 25 juillet 2013.

## Destinations
En juillet 2012, MASwings dessert plus d'une vingtaine de destinations :

## Flotte
En mai 2015, la flotte de MASwings compte les avions suivants, :

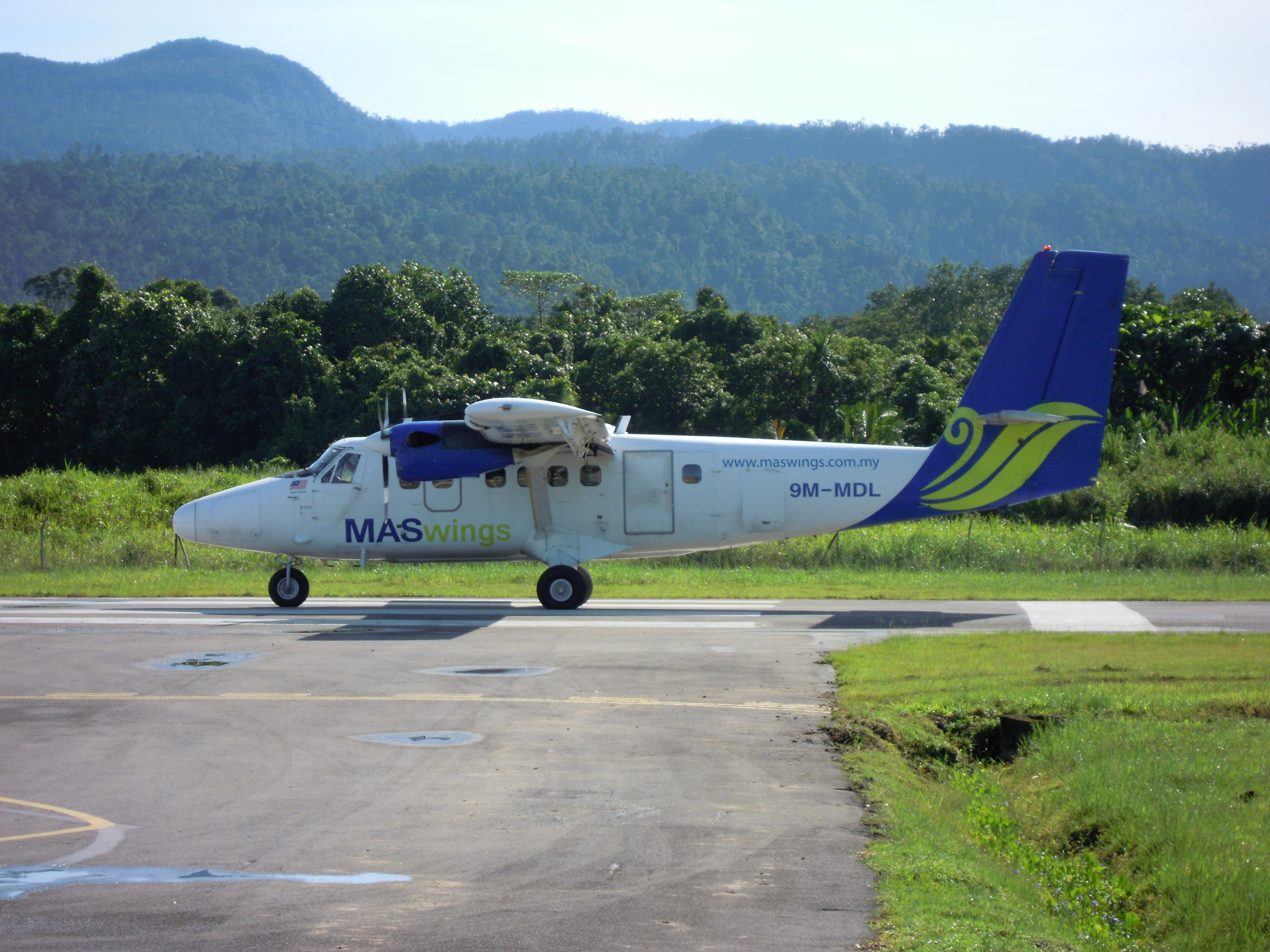
MASwings Twin Otter 9M-MDL à l'aéroport de Lawas

## Accidents et incidents
- 13 septembre 2008 : un DHC-6 Twin Otter (9M-MDN) opérant le vol MH3540 s'est posé hors de la piste à Ba'kelalan. Les 2 membres d'équipage et les 12 passagers ont survécu.
- 24 août 2011 : un DHC-6 Twin Otter (9M-MDM) opérant le vol MH3516 s'est écrasé au seuil de piste à Lawas. Toutes les opérations aériennes du terrain ont dû être suspendues. Les 18 personnes à bord ont survécu.
- 7 novembre 2012 : un DHC-6 Twin Otter (9M-MDO) opérant le vol MH3592 a fait une sortie de piste pendant l'atterrissage à Marudi, avant de finir dans un fossé. Les 17 personnes à bord ont survécu.
- 10 octobre 2013 : un DHC-6 Twin Otter (9M-MDM) opérant le vol MH3002 s'est écrasé au seuil de piste à Kudat. L'appareil a heurté une maison et a été détruit. C'est le premier accident meurtrier de la compagnie, puisque deux personnes, dont le copilote, sont morts.